# Pionierlandungsboot
Das Pionierlandungsboot, kurz Pilabo genannt, war ein Typ von Landungsbooten des deutschen Heeres im Zweiten Weltkrieg, welches für Truppen- und Nachschublandungen an offener Küste oder aber auch allgemein als Fähre benutzt werden konnte.

## Entwicklung
Da die Wehrmacht noch über kein modernes Fährmittel, insbesondere nicht für die Landung von Panzern an Küsten, verfügte, wurden ab Ende der 1930er Jahre solche Fährboote entwickelt. Als bestes Boot erwies sich der Entwurf der Bodan-Werft in Kressbronn am Bodensee, die das Pionierlandungsboot 39 schuf, welches 1940 in Serienfertigung ging und im September 1940 in den Truppendienst kam. Das Pilabo 39 war in zwei spiegelgleiche Längshälften für den Bahntransport zerlegbar. Es war 15 m lang, 4,7 m breit und hatte zwei Dieselmotoren à 86 PS, die dem Boot eine Geschwindigkeit von 20 km/h verliehen. Bei einem Eigengewicht von 20 Tonnen hatte das Pilabo 39 eine Ladefähigkeit von 20 Tonnen.
Die auf die Pilabos 39 folgende Serie der Pilabos 40 hatte die gleiche Motorenanlage und die gleiche Zerlegbarkeit wie die Pilabos 39, war aber größer: 19 m lang, 5,93 m breit und 30 Tonnen schwer.

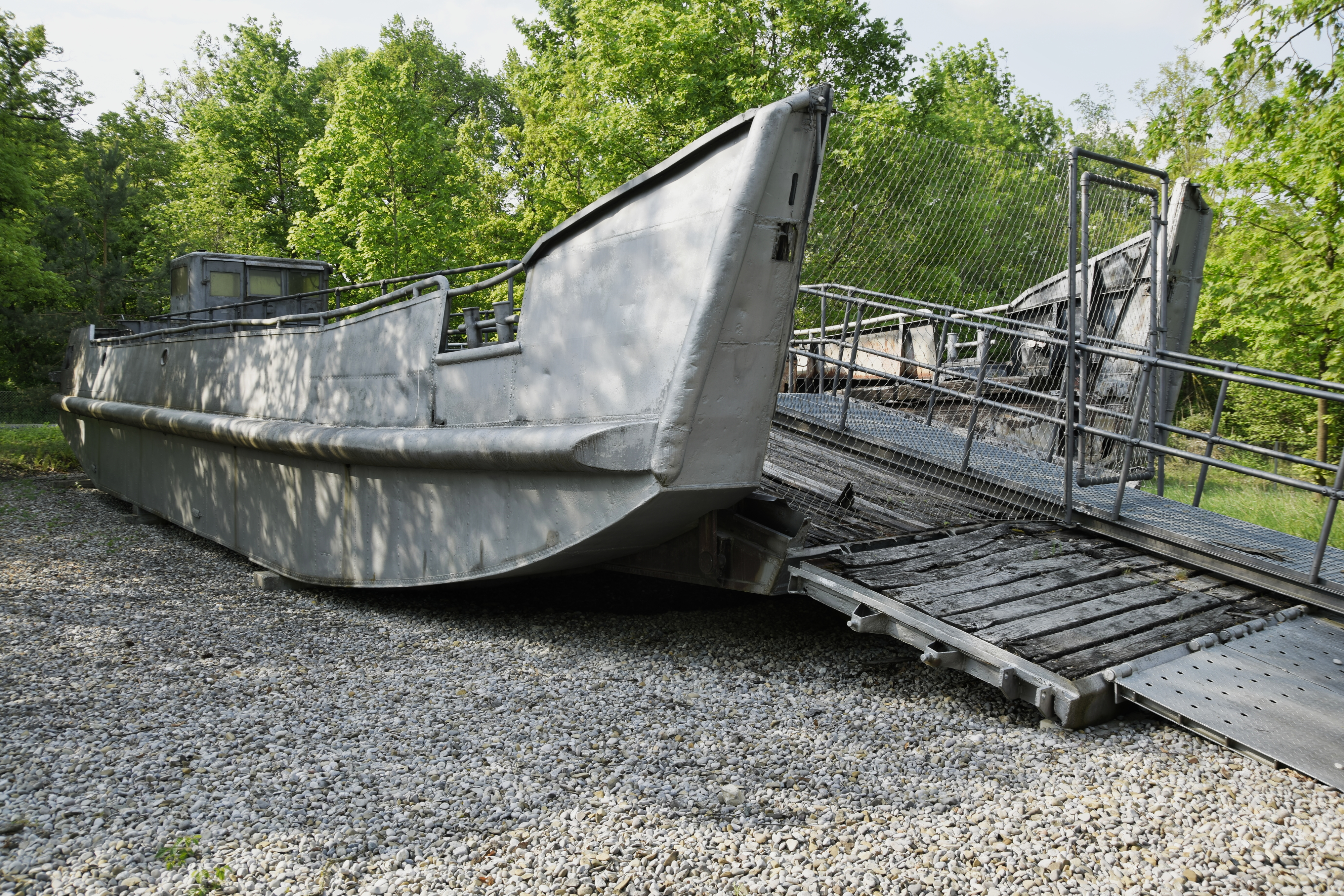
Pionierlandungsboot 41 in Oberschleißheim in Bayern

Aus den Erfahrungen mit den Pilabos 39 und 40 wurde das verbesserte Pionierlandungsboot 41 entworfen und ab 1942 in Serie gebaut. Die Pilabos 41 waren 19,3 m lang und 5,93 m breit. Ihr Leergewicht betrug 35 t. Angetrieben wurden sie von zwei 120 PS-Motoren, womit sie eine Geschwindigkeit von 8 Knoten erreichten. Die Pilabos 41 konnten bis zu 40 Tonnen Last tragen. Hatten die Pilabo 39 und 40 noch einen nach links und rechts öffnenden Bug, aus dem dann Übergangsschienen zwischen Laderaum und Strand gelegt wurden, so hatte das Pilabo 41 eine Bugrampe, die gleichzeitig als Bug und nach dem Herunterklappen als Brücke vom Laderaum zum Strand diente. Die Boote waren ebenfalls in zwei gleiche Längshälften teilbar, um sie auf Eisenbahnwaggons für den Überlandtransport verladen zu können.
Mit dem Pionierlandungsboot 43 wurde eine neue Größenordnung erreicht. Es war 35,5 m lang, 8,60 m breit, hatte ein Gewicht von 145 Tonnen und 95 Tonnen Ladefähigkeit auf 230 m² Ladefläche. Auf der Steuerbordseite vorne befand sich ein Waffenstand mit einem leichten Fla-Geschütz. Das Pilabo 43 bestand aus drei Pontonreihen zu je drei Pontons und war somit ebenfalls bahnverladbar.

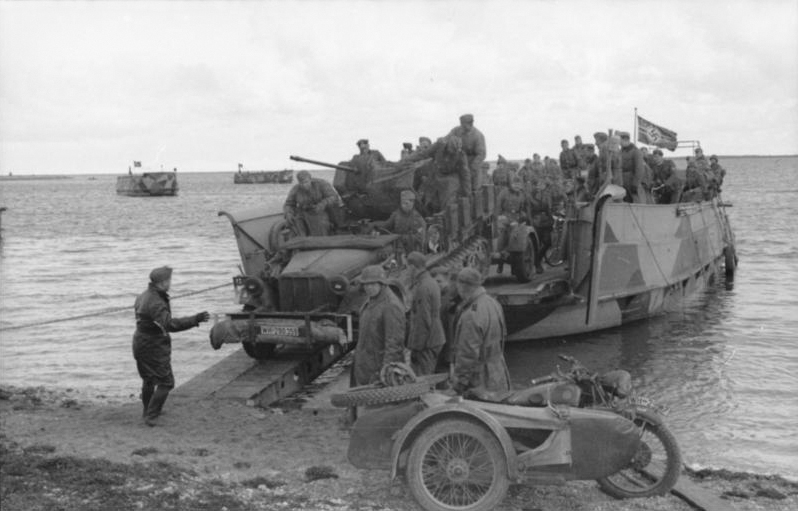
Pionierlandungsboot 39. Zwei weitere Boote im Hintergrund.

Vergleich der Varianten des Pionierlandungsbootes und eines US-amerikanischen Landungsbootes Typ LCM (2):
| Bezeichnung                         | Pilabo 39                                | Pilabo 40                                | Pilabo 41         | Pilabo 43          | Pilabo 45           | LCM (2)            |
| ----------------------------------- | ---------------------------------------- | ---------------------------------------- | ----------------- | ------------------ | ------------------- | ------------------ |
| Verdrängung (Konstruktion)(Maximal) | 0 20 t40 t                               | 0 30 t60 t                               | 0 35 t71 t        | 0 145 t225 t       |                     | 0 29 t             |
| Länge                               | 15 m                                     | 19 m                                     | 19,65 m           | 35,5 m             | 41,16 m             | 14 m               |
| Breite                              | 4,65 m                                   | 5,95 m                                   | 5,93 m            | 8,60 m             | 8,23 m              | 4,29 m             |
| Tiefgang (leer)(beladen)            | 0 0,54 m0,72 m                           | 0 0,50 m0,72 m                           | 0 0,60 m1,00 m    | 0 0,65 m1,09 m     | 0 0,89 m2,47 m      | 0 0,91 m           |
| Seitenhöhe                          | 1,70 m                                   | 1,80 m                                   | 1,33 m            | 1,80 m             | 2,47 m              |                    |
| Geschwindigkeit (leer)              | 8 kn (14,6 km/h)                         | 9,2 kn (17 km/h)                         | 10,8 kn (20 km/h) | 8,3 kn (15,4 km/h) | 10,2 kn (18,9 km/h) | 7,5 kn (13,9 km/h) |
| Ladefähigkeit                       | 10 t bis Seegang 4, 20 t bei ruhiger See | 20 t bei Seegang 4, 30 t bei ruhiger See | max. 40 t         | 100 t              | max. 120 t          | 14 t               |
| Besatzung                           | 7                                        | 7                                        | 10                |                    | 28                  | 4                  |

## Einsatz
Die Pilabos waren in Landungsbootzügen zusammengefasst. Mehrere Boote bildeten jeweils einen Zug. Die erste große manövermäßige Erprobung der Pilabos erfolgte im März 1941 in der Ostsee an der Sandküste der pommerschen Insel Wollin. Dabei trugen zwei Frachter Pilabos an Deck und setzten diese dann mit ihren Ladebäumen auf das Wasser, um Truppen an der Küste zu landen.
Der erste militärische Einsatz der Pilabos erfolgte ab Mai 1941 mit dem Landungsbootzug Afrika an der nordafrikanischen Küste beim Entladen von Frachtern mit Truppen und Nachschub für das Deutsche Afrikakorps. Die Pionierlandungsboote wurden dann auch an allen europäischen Küstenbereichen, an denen die Wehrmacht Fährmittel brauchte, eingesetzt, so im Schwarzen Meer, im Mittelmeer, in Norwegen, Frankreich und in der Ostsee.
In den letzten Monaten des Zweiten Weltkrieges waren die Pilabos auch wichtige Transportmittel in der südlichen Ostsee für die Flucht der Zivilbevölkerung und von Soldaten vor der Roten Armee. Die Pionierlandungsboote dienten dabei sowohl beim Transport von Küstenort zu Küstenort, als auch zu vor der Küste wartenden Schiffen, die die Menschen nach Westen abtransportierten. Als Erinnerung an diese Flüchtlingstransporte (Unternehmen Hannibal) ist ein Pionierlandungsboot 41 als Denkmal auf dem Flugplatz von Oberschleißheim in Bayern aufgestellt.